# Marsdenia tubularis
Marsdenia tubularis là một loài thực vật có hoa trong họ La bố ma. Loài này được L.O. Williams mô tả khoa học đầu tiên năm 1968.